# 教育支援施設隊
教育支援施設隊（きょういくしえんしせつたい）は、陸上自衛隊滝ヶ原駐屯地（静岡県御殿場市）に駐屯する富士教導団隷下の施設科部隊である。

## 概要
富士学校における学生教育・調査研究支援並びに東富士演習場および富士地区各駐屯地の各種整備・工事等の任務を行っている。
元々は富士学校の各種教育支援を担任していた第110施設大隊が母体の部隊である。同部隊が部隊訓練評価隊隷下の評価支援隊編成等への改編に際して1個施設小隊要員差し出しによる縮小改編により、大隊から隊編成へ縮小となっている。前身の第110施設大隊同様、富士学校における学生教育・調査研究支援並びに東富士演習場および富士地区各駐屯地の各種整備・工事等の任務を遂行している他に、有事の際は虎の子部隊である普通科教導連隊への施設関連の各種支援を担っている。

## 沿革
第110施設大隊
- 1961年（昭和36年）8月17日：陸上自衛隊富士学校長直轄部隊として第110施設大隊が富士駐屯地において編成完結。富士教導隊に配属[1]。
- 1965年（昭和40年）
  - 7月：第110施設大隊が富士駐屯地から滝ヶ原駐屯地に移駐。
  - 8月3日：富士教導団が新編され、同団隷下に編合[1]。

教育支援施設隊
- 2002年（平成14年）3月27日：第110施設大隊（滝ヶ原駐屯地）を廃止[1]（隷下施設中隊の1個施設小隊を新編の評価支援隊施設小隊へ）し、教育支援施設隊を滝ヶ原駐屯地に新編[1]。

## 部隊編成
- 教育支援施設隊本部
  - 総務班
  - 訓練班
  - 補給班
- 第1施設小隊
- 第2施設小隊
- 第3施設小隊
- 交通小隊
- 渡河器材小隊

装備車両の部隊表示は、全て「教施」

## 第110施設大隊時代の編成
- 第110施設大隊本部：第1係、第2・3係、第4係。
  - （廃止後）隊本部総務班、訓練班、補給班に分割。
- 本部管理中隊「110施-本」：中隊本部、通信小隊、補給小隊、渡河器材小隊、管理整備小隊、衛生班。
  - （廃止後）渡河器材小隊、隊本部総務班および補給班へ縮小、補給小隊の一部と管理整備小隊を第105全般支援大隊隷下の補給中隊および整備中隊へ移行、衛生班の要員を訓練班へ移行
- 第1施設中隊「110施-1」：中隊本部および2個施設小隊で、教育支援の他には主に普通科教導連隊の支援を主任務としていた。
  - （廃止後）第1施設小隊および第2施設小隊に分割、一部要員を評価支援隊施設小隊編成要員として差し出し。
- 第2施設中隊「110施-2」：中隊本部および1個施設小隊、交通小隊を隷下に持ち、教育支援の他には富士教導団全般の施設任務を担当していた。
  - （廃止後）第3施設小隊へ縮小および1個施設小隊編成要員を評価支援隊へ、交通小隊は隊本部直轄へ異動。

## 主要装備
- 96式装輪装甲車
- 92式地雷原処理車
- 70式地雷原爆破装置
- 89式地雷原探知機セット
- 施設作業車
- 中型ドーザ
- 大型ドーザ
- グレーダ
- 掩体掘削機
- 資材運搬車
- バケットローダ
- トラッククレーン
- 軽徒橋
- パネル橋MGB
- 91式戦車橋
- 81式自走架柱橋

- 1/2tトラック / 73式小型トラック
- 1 1/2tトラック / 73式中型トラック
- 3 1/2tトラック / 73式大型トラック

- 7tトラック / 74式特大型トラック
- 89式5.56mm小銃
- 5.56mm機関銃MINIMI
- 12.7mm重機関銃M2
- 84mm無反動砲